# Renault 19
El Renault 19 (abreviado como R-19) es un automóvil del segmento C producido por el fabricante francés Renault entre 1988 y 1996 en Europa y en el resto del mundo hasta 2002. El R-19 fue el último modelo de Renault que llevaría un número por nombre, hasta el renacimiento del Renault 5 (E-Tech) en 2024. Fue el sustituto de los Renault 9/11 y fue reemplazado en 1996 por el Renault Mégane, aunque en muchos países ambos modelos se comercializaron conjuntamente durante algún tiempo.
El R-19 se fabricó con carrocerías  hatchback de tres y cinco puertas, sedán de cuatro puertas (inicialmente llamado "19 Chamade") y descapotable de dos puertas ("19 Cabriolet"). Esta última versión fue realizada en colaboración con la empresa alemana Karmann.
Existieron al menos cuatro niveles de equipamiento, combinados con once motorizaciones gasolina y diésel de entre 60 y 140 CV de potencia máxima. Fue dotado de una nueva generación de motores, los motores tipo Energy. Las versiones diésel también disponían de nuevos motores de 1,9 litros.
El Renault 19 fue fabricado  en las factorías de Renault en Douai y Maubeuge, Francia; en Palencia, España; y en Setubal, Portugal. Desde 1993 hasta 2000 también se fabricó en la planta de Santa Isabel, Córdoba, Argentina, (reemplazando al Renault 19 Chamade importado de Francia) donde fue producido hasta 2000 con ventas récord y una extensa gama de versiones tanto de tope como de entrada, en Colombia se ensambló en la planta de SOFASA en Envigado desde 1994 hasta 2002, con el motor F2N de 1721 cc, luego se vendería con el C2L argentino de 1,6 L y una versión de lujo con el 1.8i, el mismo motor del Clio RSI. Las versiones con el motor Energy, el famoso 1.4i de inyección, fue la última planta motriz con la que se vendió en este país; con lo cual se dio a conocer como Renault 19 Energy, inicialmente y luego simplemente como Renault Energy.

## Diseño y creación
El Renault 19 es el resultado del programa de desarrollo denominado Proyecto X53 cuyo reto era mantenerse como líder del segmento C. El desarrollo del R-19 comenzó en noviembre de 1984 y en julio de 1985 finalizó el trabajo de diseño de la carrocería. Cinco meses después se completó el diseño del tablero. Hasta abril de 1986 se trabajó en los interiores y cuando el R-19 entró en producción, en 1988, más de 7,5 millones de kilómetros de pruebas se habían recorrido para verificar la tecnología, fiabilidad y durabilidad del vehículo.
El diseño del Renault 19 fue obra del equipo de diseño de Renault en colaboración con el diseñador italiano Giorgetto Giugiaro. Básicamente, la intención del diseño fue crear un vehículo tan aerodinámico como fuera posible, siempre dentro de la línea de los automóviles compactos. Así los resultados optimizados en el túnel de viento alcanzan una resistencia aerodinámica de 0,31 Cx para las versiones normales 0,30 Cx para el 16 válvulas.
Los ingenieros de Renault también consideraron la seguridad como un factor de importancia e incluyeron la disponibilidad de protección contra impactos laterales (barras laterales anti-intrusión) y airbags en las últimas versiones (frontal solo conductor).
Como el proyecto X53 iba a ser el reemplazo de los Renault 9 y 11, se tenía que haber llamado Renault 13, pero por la superstición que conlleva este número, se cambió por el único libre que a la postre quedaba, el 19, e igualmente fue el último modelo que llevó un nombre numérico en la historia de Renault (se acabaron los números del 3 al 21, más 25 y 30). 

### Reestilización de 1992
La reestilización de 1992 se conoce como "Fase II" (no Chamade), a diferencia del R-19 original ("Fase I" Chamade). Además de cambios estéticos, todos los motores gasolina incorporan inyección electrónica de combustible. En el caso argentino recién incorporó inyección electrónica multipunto en 1994 con la versión RT 1.8i F3P ( en reemplazo de la serie RT 1.7 F2N a carburador) y para el año 1995 se incorporó inyección electrónica monopunto en las versiones RN y RL 1.6i C3L ( en reemplazo de la serie RN 1.6 C2L).
La Fase II se distingue visualmente de la original por unas ópticas y salpicadero rediseñados y unos paragolpes y formas más redondeadas en general que el primer modelo, así como un bandeau en la tapa de baúl que unía ambas ópticas traseras también renovadas. El resto de elementos (bastidor, puertas, paneles interiores, lunas, asientos, etc.) siguen siendo los mismos que en el Fase I.

## Premios y reconocimientos
En Francia y España, el Renault 19 fue elegido en 1989 "Coche del Año en España", y en Alemania también fue elegido como "Número 1 de los automóviles importados" tanto en 1989 como en 1990. En Irlanda fue elegido Coche del Año en 1990, y en Argentina fue elegido Auto del Año en 1993.

## Versiones

### Fase I (1988-1992)
| Periodo                        | 1988-1992              | 1988-1992              | 1988-1992                               | 1988-1990                               | 1989-1992                                    | 1990-1992                        | 1990-1992                         | 1988-1992             | 1990-1992                      |                       |                       |                       |                       |
| Tipo de motor                  | L4 8v OHV, carburación | L4 8v OHV, carburación | L4 8v SOHC, carburación de doble cuerpo | L4 8v SOHC, carburación de doble cuerpo | L4 8v SOHC, inyección monopunto, catalizador | L4 8v SOHC, inyección multipunto | L4 16v DOHC, inyección multipunto | L4 8v SOHC            | L4 8v SOHC, turbo, intercooler |                       |                       |                       |                       |
| Identificación del motor       | C1G                    | C1J                    | E6J                                     | F2N                                     | F3N                                          | F3N                              | F7P                               | F8Q                   | F8Qt                           |                       |                       |                       |                       |
| Diámetro x carrera             | 71.5 mm × 77.0 mm      | 76.0 mm × 77.0 mm      | 75.8 mm × 77.0 mm                       | 81.0 mm × 83.5 mm                       | 81.0 mm × 83.5 mm                            | 81.0 mm × 83.5 mm                | 82.0 mm × 83.5 mm                 | 80.0 mm × 93.0 mm     | 80.0 mm × 93.0 mm              |                       |                       |                       |                       |
| Cilindrada                     | 1237 cm³               | 1397 cm³               | 1390 cm³                                | 1721 cm³                                | 1721 cm³                                     | 1721 cm³                         | 1764 cm³                          | 1870 cm³              | 1870 cm³                       |                       |                       |                       |                       |
| Relación de compresión         | 9.25: 1                | 9.1: 1                 | 9.5: 1                                  | 9.2: 1                                  | 9.5: 1                                       | 9.5: 1                           | 10.0: 1                           | 21.5: 1               | 20.5: 1                        |                       |                       |                       |                       |
| Potencia máxima: CV (kW) @ rpm | 55 CV (40 kW) @ 5250   | 60 CV (44 kW) @ 5250   | 80 CV (59 kW) @ 5750                    | 90 CV (66 kW) @ 5750                    | 93 CV (68.5 kW) @ 5250                       | 107 CV (77 kW) @ 5500            | 140 CV (101 kW) @ 6500            | 65 CV (47 kW) @ 4500  | 93 CV (68.5 kW) @ 4250         |                       |                       |                       |                       |
| Par máximo: Nm @ rpm           | 88 Nm @ 3000           | 101 Nm @ 2750          | 106 Nm @ 2750                           | 138 Nm @ 3000                           | 140 Nm @ 3000                                | 148 Nm @ 4000                    | 161 Nm @ 4250                     | 118 Nm @ 2250         | 175 Nm @ 2250                  |                       |                       |                       |                       |
| Tracción                       | Delantera              | Delantera              | Delantera                               | Delantera                               | Delantera                                    | Delantera                        | Delantera                         | Delantera             | Delantera                      | Delantera             | Delantera             | Delantera             | Delantera             |
| Transmisión                    | Manual, 5 velocidades  | Manual, 5 velocidades  | Manual, 5 velocidades                   | Manual, 5 velocidades                   | Manual, 5 velocidades                        | Manual, 5 velocidades            | Manual, 5 velocidades             | Manual, 5 velocidades | Manual, 5 velocidades          | Manual, 5 velocidades | Manual, 5 velocidades | Manual, 5 velocidades | Manual, 5 velocidades |
| Peso                           | 920 Kg                 | 920 Kg                 | 920 Kg                                  | 945 Kg                                  | 1015 kg                                      | 995 kg                           | 1050 kg                           | 1005 kg               | 1070 kg                        |                       |                       |                       |                       |
| Aceleración 0–100 km/h         | -                      | 15.0 s                 | 12.2 s                                  | 10.7 s                                  | -                                            | 10.4 s                           | 8.5 s                             | 15.7 s                | 11.4 s                         |                       |                       |                       |                       |
| Velocidad máxima               | 155 km/h               | 165 km/h               | 176 km/h                                | 183 km/h                                | 173 km/h                                     | 190 km/h                         | 215 km/h                          | 161 km/h              | 185 km/h                       |                       |                       |                       |                       |

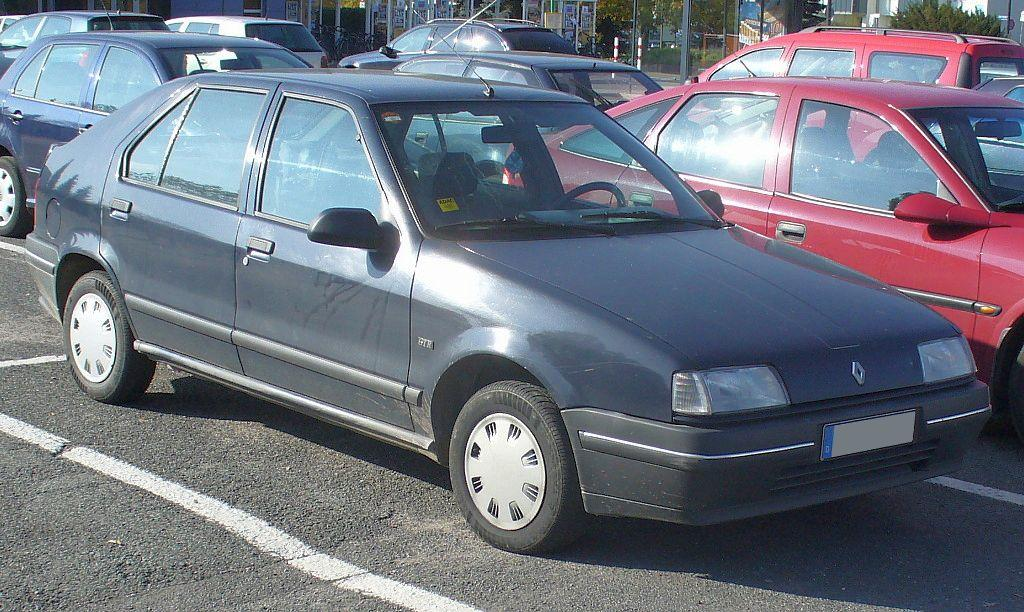
Renault 19 Hatchback Fase I.
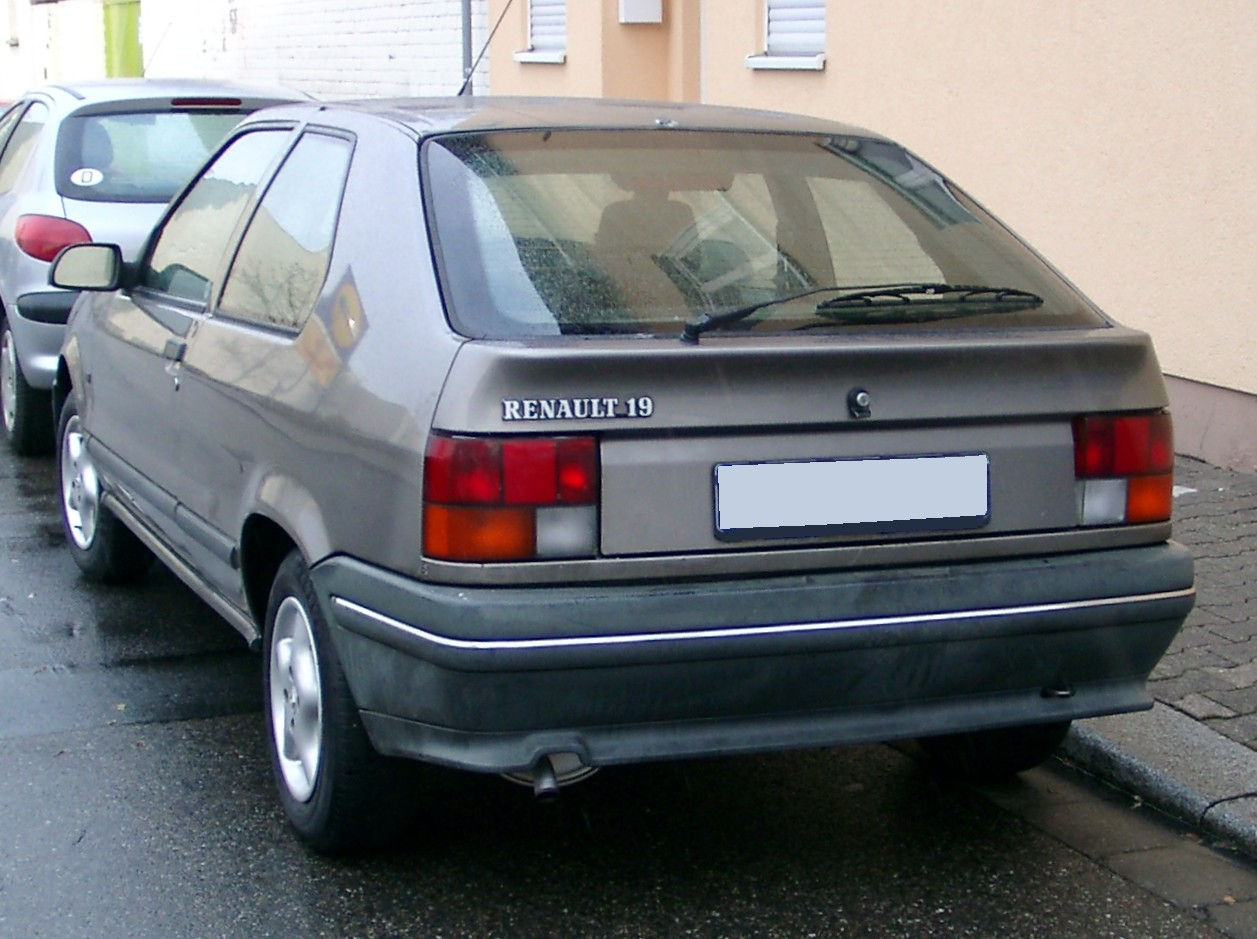
Renault 19 Hatchback Fase I trasera.
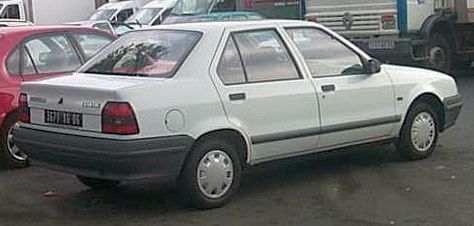
Renault 19 Sedán (Chamade) Fase I.
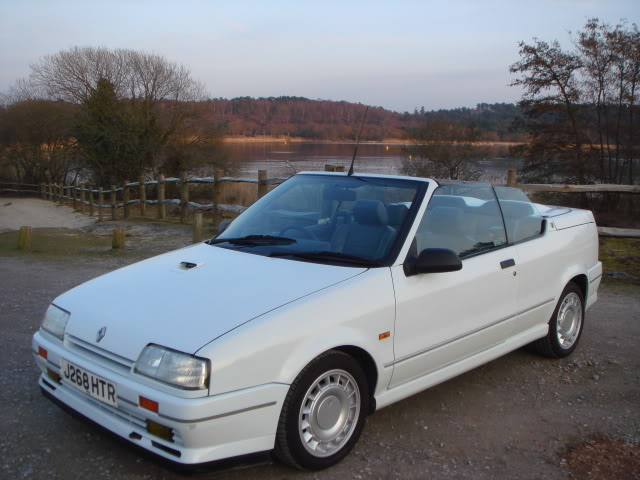
Renault 19 Cabrio Fase I.

### Fase II (1992-2002)
|                                | RE                                                 | RL/RN/Driver 1.4e                       | RT/S 1.8                                | RT 1.8i                                  | RTI/RSI 1.8i                             | 16V                   | RL/Driver 1.9 D       | RN 1.9 D              | RT 1.9 D              | RT/S 1.9 dT            |
| ------------------------------ | -------------------------------------------------- | --------------------------------------- | --------------------------------------- | ---------------------------------------- | ---------------------------------------- | --------------------- | --------------------- | --------------------- | --------------------- | ---------------------- |
| Periodo                        | 1997-2000                                          | 1992-1996                               | 1992-1996                               | 1992-1996                                | 1992-1996                                | 1992-1996             | 1992-1996             | 1992-1996             | 1992-1996             | 1992-1996              |
| Tipo de motor                  | L4 8v, Carburador doble boca/inyección monopunto   | L4 8v, inyección monopunto, catalizador | L4 8v, inyección monopunto, catalizador | L4 8v, inyección multipunto, catalizador | L4 8v, inyección multipunto, catalizador | L4 16v, catalizador   | L4 8v, diésel         | L4 8v, diésel         | L4 8v, diésel         | L4 8v, diésel, turbo   |
| Identificación del motor       | C2L (Con carburador)/C3L (Con inyección monopunto) | E7J                                     | F3P                                     | F3P                                      | F3P                                      | F7P                   | F8Q                   | F8Q                   | F8Q                   | F8Q                    |
| Diámetro x carrera             | 77 mm x 84 mm                                      | 76.0 mm x 77.0 mm                       | 82.7 mm x 83.5 mm                       | 82.7 mm x 83.5 mm                        | 82.7 mm x 83.5 mm                        | 82.0 mm x 83.5 mm     | 80.0 mm x 93.0 mm     | 80.0 mm x 93.0 mm     | 80.0 mm x 93.0 mm     | 80.0 mm x 93.0 mm      |
| Cilindrada                     | 1565 cm³                                           | 1390 cm³                                | 1794 cm³                                | 1794 cm³                                 | 1794 cm³                                 | 1764 cm³              | 1870 cm³              | 1870 cm³              | 1870 cm³              | 1870 cm³               |
| Relación de compresión         | 9:1                                                | 9.5: 1                                  | 9.7: 1                                  | 9.8: 1                                   | 9.8: 1                                   | 10.0: 1               | 21.5: 1               | 21.5: 1               | 21.5: 1               | 20.5: 1                |
| Potencia máxima: CV (kW) @ rpm | 78 cv (55 kW) C2L - 74 cv (54.5 kW) C3L @ 5000     | 80 CV (57.5 kW) @ 5750                  | 95 CV (68.5 kW) @ 5750                  | 113 CV (81 kW) @ 5500                    | 113 CV (81 kW) @ 5500                    | 137 CV (99 kW) @ 6500 | 65 CV (47 kW) @ 4500  | 65 CV (47 kW) @ 4500  | 65 CV (47 kW) @ 4500  | 93 CV (68.5 kW) @ 4250 |
| Par máximo: Nm @ rpm           | 120 Nm C2L - 118 Nm C3L @ 3500                     | 107 Nm @ 3500                           | 142 Nm @ 2750                           | 160 Nm @ 4250                            | 160 Nm @ 4250                            | 158 Nm @ 4250         | 118 Nm @ 3250         | 118 Nm @ 3250         | 118 Nm @ 3250         | 175 Nm @ 2250          |
| Tracción                       | Delantera                                          | Delantera                               | Delantera                               | Delantera                                | Delantera                                | Delantera             | Delantera             | Delantera             | Delantera             | Delantera              |
| Transmisión                    | Manual, 5 velocidades                              | Manual, 5 velocidades                   | Manual, 5 velocidades                   | Manual, 5 velocidades                    | Manual, 5 velocidades                    | Manual, 5 velocidades | Manual, 5 velocidades | Manual, 5 velocidades | Manual, 5 velocidades | Manual, 5 velocidades  |
| Peso                           | 1065 kg                                            | 965 kg                                  | 1045 kg                                 | 1065 kg                                  | 1065 kg                                  | 1135 kg               | 1030 kg               | 1030 kg               | 1030 kg               | 1080 kg                |
| Aceleración 0–100 km/h         | 14.28 s                                            | 12.2 s                                  | 10.9 s                                  | 8.7 s                                    | 8.7 s                                    | 8.5 s                 | 15.7 s                | 15.7 s                | 15.7 s                | 11.4 s                 |
| Velocidad máxima               | 167 km/h                                           | 173 km/h                                | 181 km/h                                | 195 km/h                                 | 195 km/h                                 | 212 km/h              | 160 km/h              | 160 km/h              | 160 km/h              | 183 km/h               |

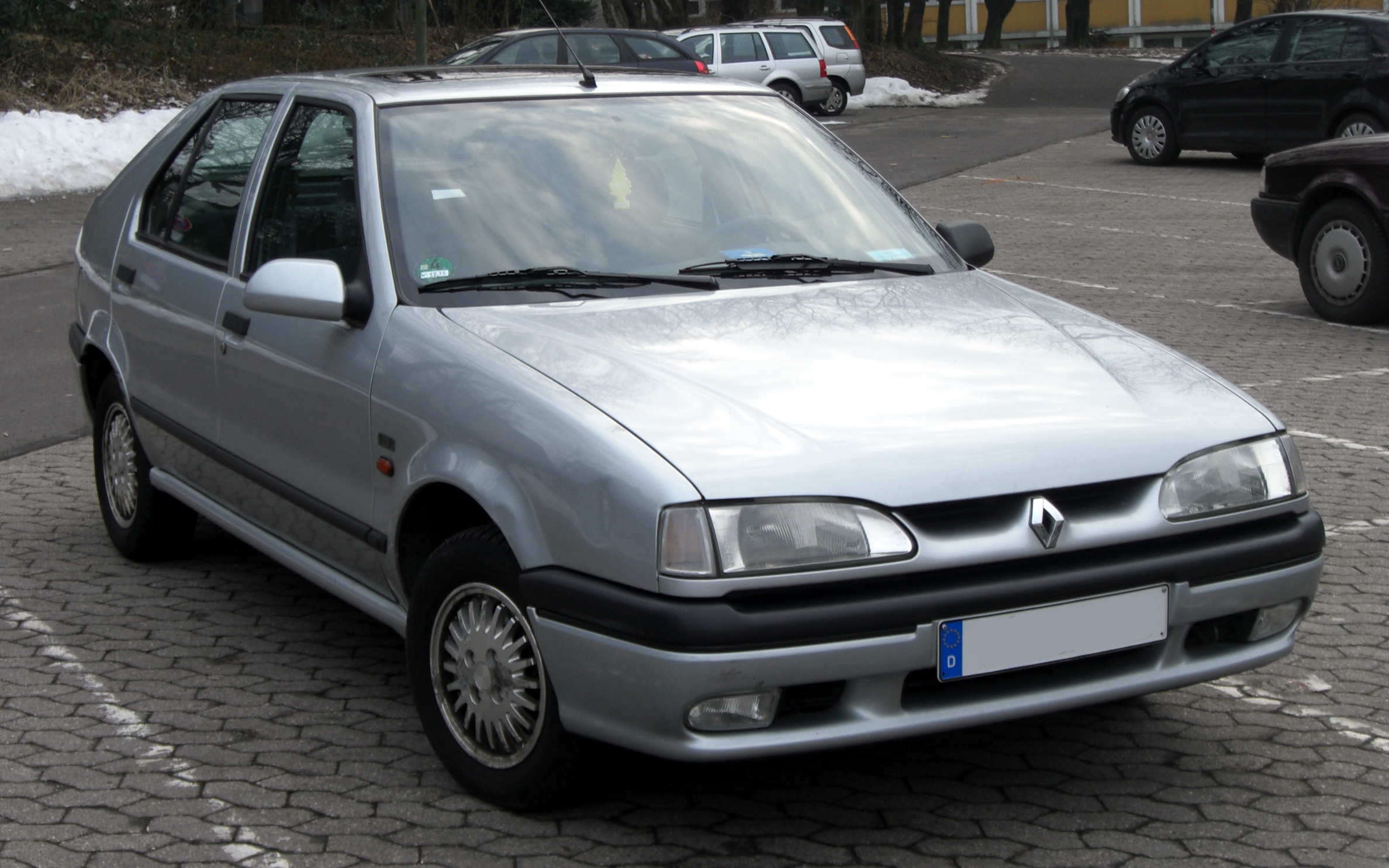
Renault 19 Hatchback Fase II.
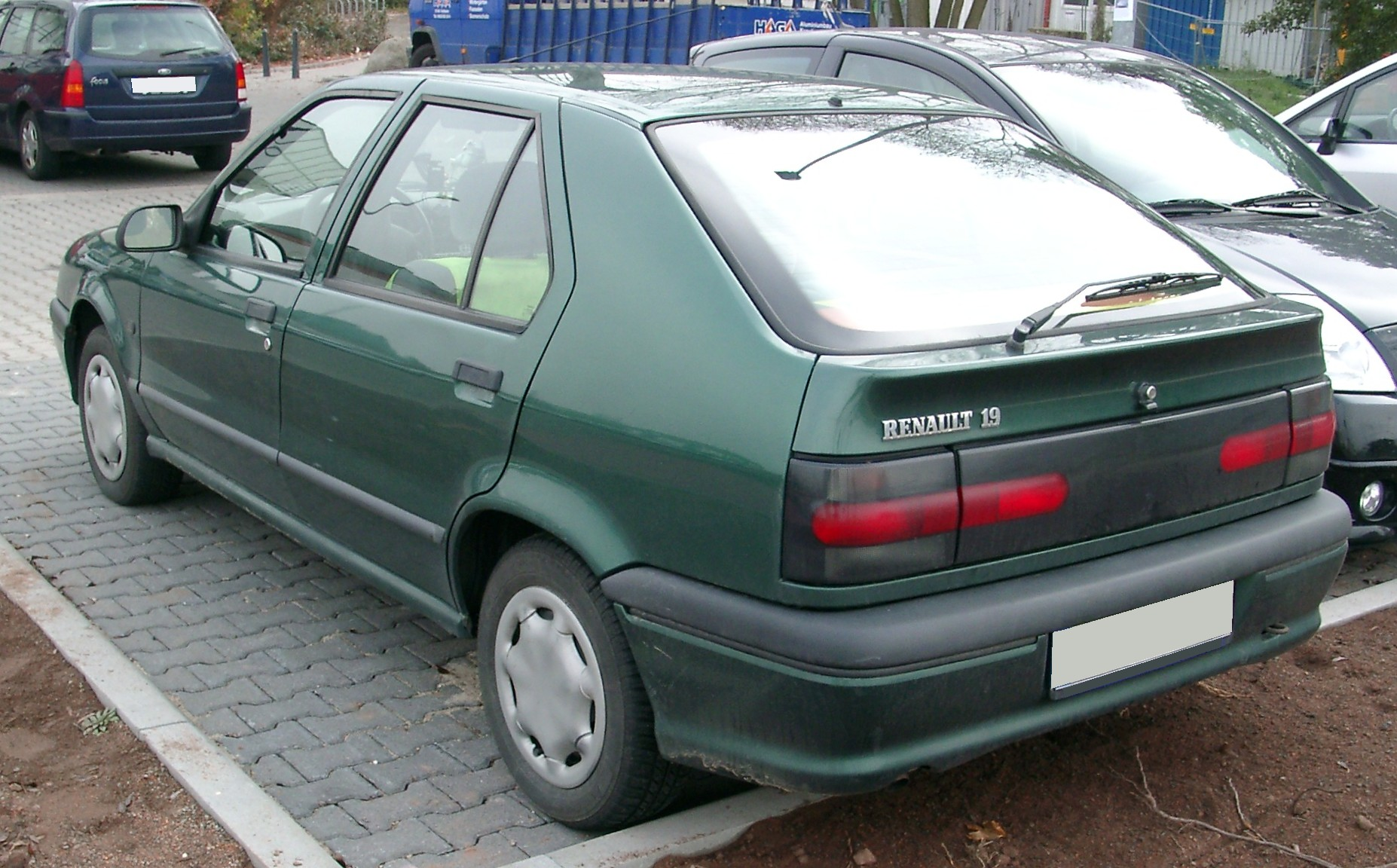
Renault 19 Hatchback Fase II trasera.
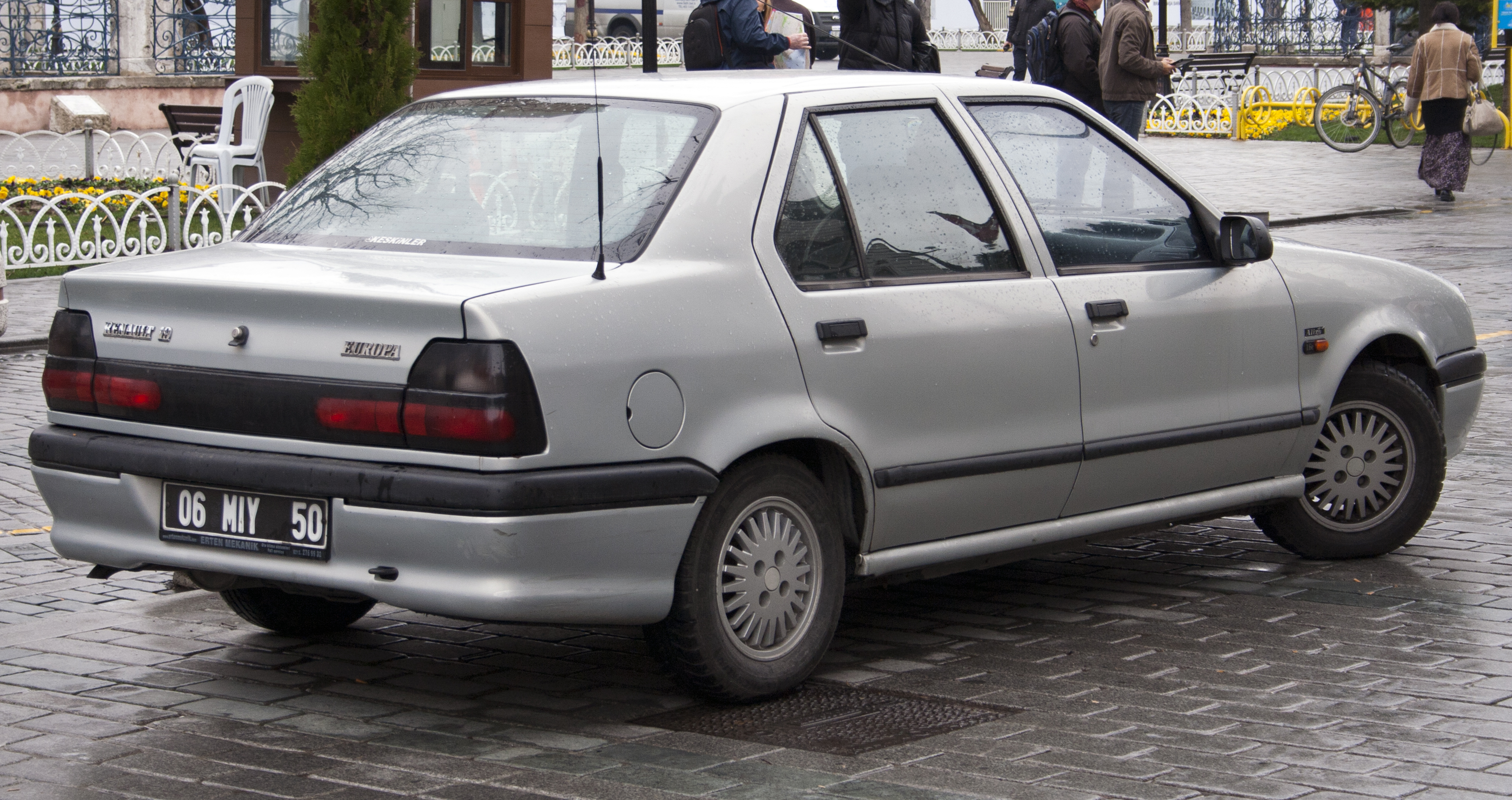
Renault 19 Sedán Fase II.
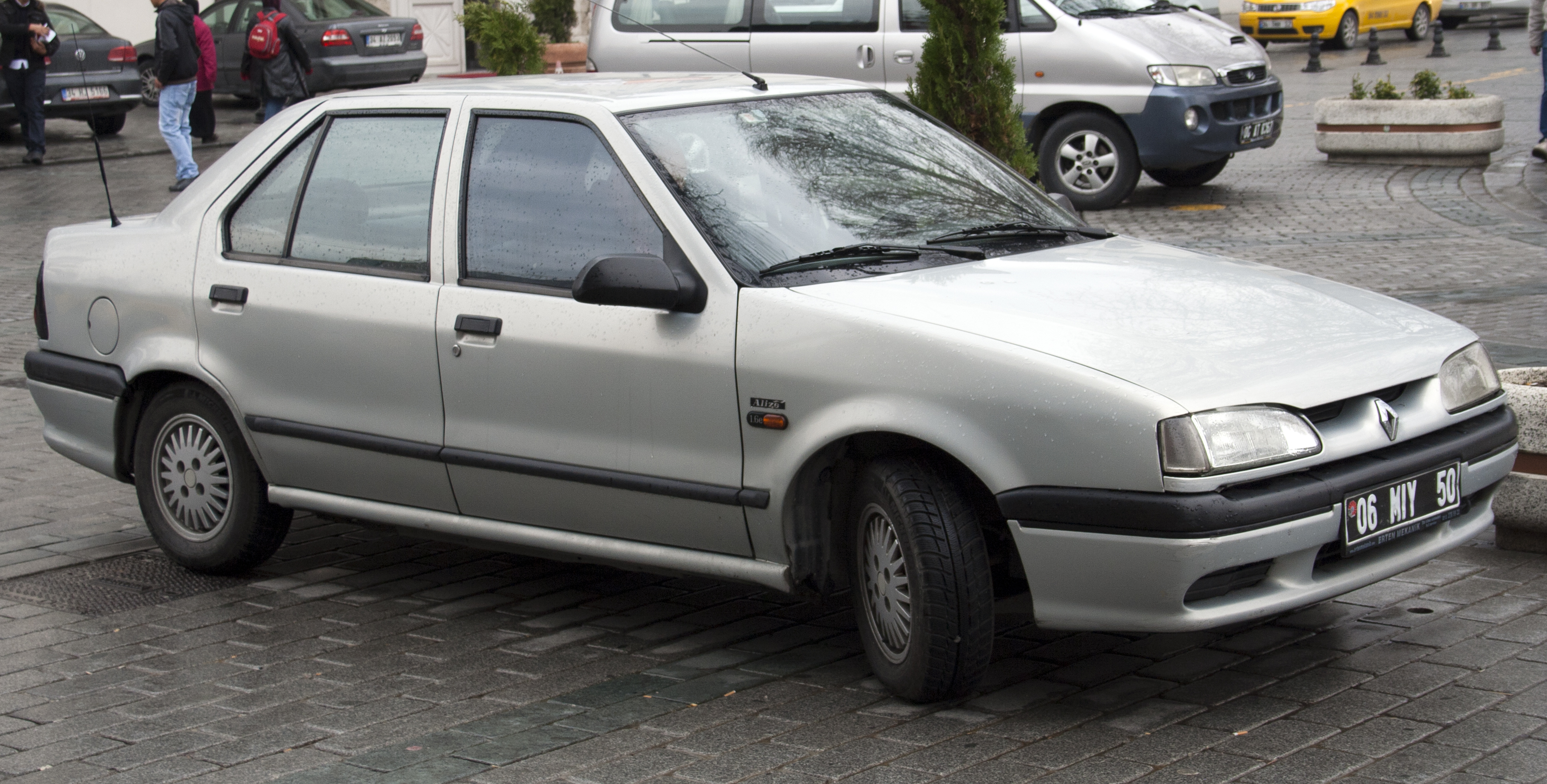
Renault 19 Sedán Fase II.
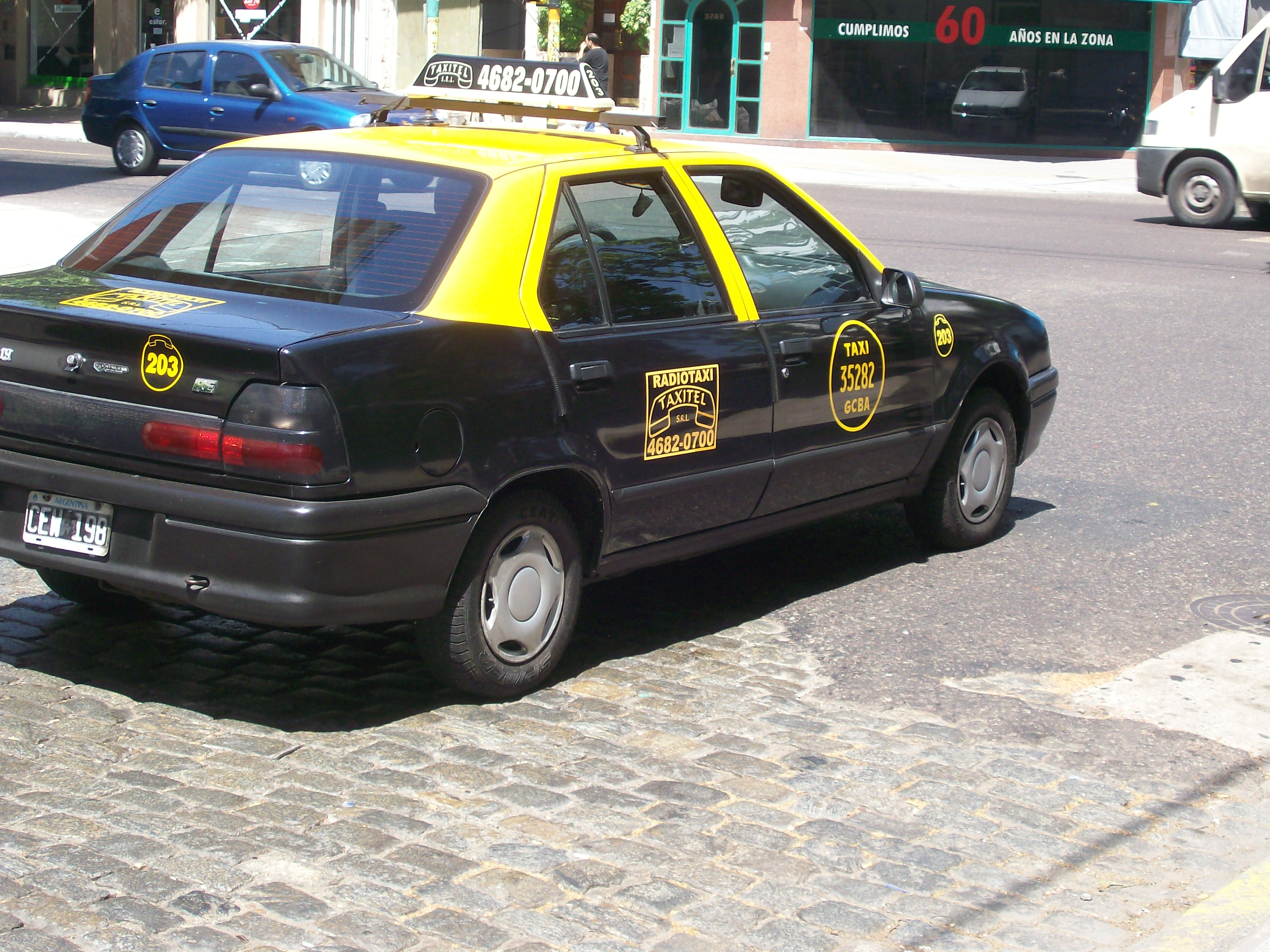
Renault 19 RE 1998 en servicio de Taxi (Argentina).
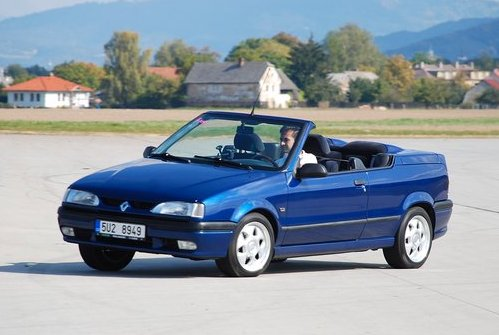
Renault 19 Cabrio Fase II.
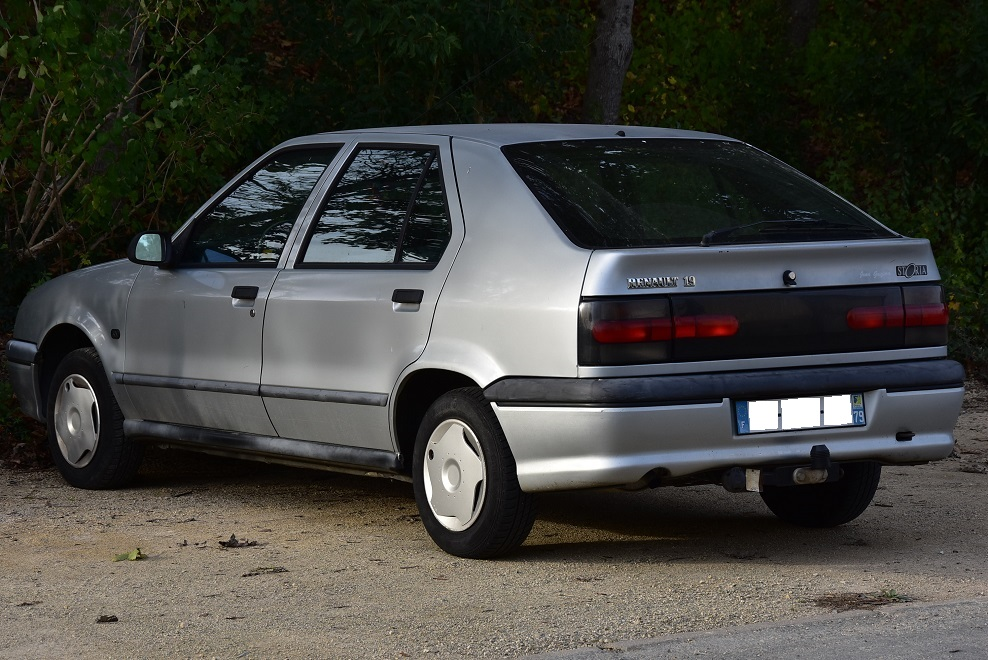
Renault 19 1.4e RN Storia, 1995.

## Equipamiento

### Todas las versiones
Todos los Renault 19 disponían de elementos de serie como la regulación interior de los espejos retrovisores, calefacción del habitáculo, luneta trasera térmica antivaho y reloj analógico integrado en el salpicadero (este último no disponible en las versiones TR y RE).

### Fase I

#### Series GTR, GTS, GTX, GTD y TurboD
- Preequipamiento para radio-reproductor de casetes y cuatro altavoces
- Espejos exteriores regulables internamente manualmente
- Faros antiniebla traseros
- Cinturones regulables en altura
- Consola de iluminación en techo con mandos independientes para luz de lectura, y por aperturas de puertas
- Testigo sonoro de olvido de luces encendidas
- Maletero íntegramente tapizado
- Cuentarrevoluciones (GTD y TurboD)

#### Series TSE, TXE y TDE
Estas series incluían, además del GT,
- Faros antiniebla delanteros
- Faros antiniebla traseros
- Elevalunas eléctricos delanteros
- Cierre centralizado con mando a distancia
- Asientos de terciopelo
- Reóstato de luces del tablero
- Iluminación de plazas traseras con mandos independientes para luz de lectura, y por aperturas de puertas
- Tapacubos específicos
- Asientos delanteros envolventes, y el del conductor con regulación en altura y el apoyo lumbar
- Cuentarrevoluciones
- Volante regulable en altura

#### TurboDX
Su equipamiento, además del T-E, era el siguiente:
- Parachoques plásticos en color de la carrocería
- Espejos exteriores en color carrocería
- Específica parrilla
- Defensa delantera exclusiva de esta versión
- Adhesivo de maletero de negro (en el caso de hatchback o coupé 16v)
- Catadropticos traseros de 16v (en el caso de chamade 16v)

#### TXi
Su equipamiento, además del Turbo DX, era el siguiente:
- Llantas de aluminio o tapacubos específicos
- Vidrios polarizados
- Volante deportivo de cuero
- Alerón
- Faldones
- Ordenador de a bordo
- Aire acondicionado

### Fase II

#### RL y RE
Su equipamiento es el básico (todas las versiones) más el siguiente:
- Aire Acondicionado (opcional RE, de serie RL y RLD) con forzador de 4 velocidades y recirculación (3 en versiones sin aire)
- Preequipamiento para radio-reproductor de casetes, con dos parlantes delanteros
- Como cortesía se equipaba en agencia con estéreo pasa casete philips con código y frente parcialmente detachable
- Guantera con luz (RL), en el caso del RE sin luz
- Faro antiniebla trasero integrado a la tapa del baúl (en el bandeau) solo versión RL
- Cinturones regulables en altura, delanteros inerciales 3 puntos, sin regulación en altura en RE
- Cinturones traseros laterales de tipo bandolera (de cintura) estáticos x2
- Apoyacabezas delanteros regulables en altura
- Volante espumado de dos rayos
- Espejos exteriores en plástico negro regulables internamente manualmente
- Molduras laterales (baguetas) plásticas negras
- Insignias laterales indicadoras de versión y motorización (RL) cromada solo de versión en la tapa de baúl (RE)
- Llantas de chapa con embellecedor plástico a presión de diseño específico (diferentes entre los RL y RE)
- Iluminación interior solo por aperturas de puertas delanteras (se permite el encendido permanente de la misma, no trae consola de luces individuales de lectura)
- Paragolpes (parachoques) con máscara en plástico de color gris (RE: color negro sin pintar, posterior a 1999 color carrocería) con zonas en plástico sin pintar para no dañar la máscara pintada en toques/roces a baja velocidad (del tipo estacionamiento)
- Tablero con tres indicadores de aguja: velocímetro, indicador de temperatura de motor, nivel de combustible (con luz de reserva)
- Tablero con luz de reserva de combustible, baja presión de aceite, insuficiente carga del alternador, nivel crítico de temperatura, freno de estacionamiento accionado, nivel insuficiente de líquido de frenos, desgaste de pastillas de frenos delanteras/reemplazo, luneta térmica accionada, cebador accionado, fallo de inyección electrónica, luces de posición accionadas, luces bajas accionadas, luz alta accionada
- Tablero con odómotro totalizador de seis dígitos, y parcial reseteable con medida cada 100 metros
- Reóstato luz de tablero (inclusive el RE)
- Portamapas en paneles de puertas delanteras, integrales con el portaparlante en los RL, individual en los RE
- Tapizado de asientos en tela tipo pana (RL) y tela común negra combinada en el centro con dibujos de colores (hasta 1999) en gris intermedio con gráficos en su centro en degradé gris (1999-2001)
- Tapizado de paneles de puerta a tono con los asientos (RL) en nailon gris (RE)

#### RN
Su equipamiento, además del RL, era el siguiente:
- Parachoques plásticos en color de la carrocería
- Repetidores laterales de giro (hasta 1996)
- Volante espumado de dos rayos, últimas versiones: trajeron volante espumado de tres rayos
- Reóstato de luces del tablero
- Vidrios tonalizados
- Aire acondicionado
- Air bag ( Por pedido, a partir del `97)
- Radiocassette estéreo Phillips y 2 altavoces
- Levanta vidrios eléctricos delanteros
- Dirección asistida
- Llantas de chapa con embellecedor plástico exclusivo para esta versión
- Cuentarrevoluciones (versión inyección electrónica)
- Precableado para alarma
- Cierre centralizado con mando a distancia infrarrojo
- Consola de iluminación en techo con mandos independientes para luz de lectura, y por aperturas de puertas
- Tapizado símil pana (últimas versiones producidas finales de 1997 trajeron un tapizado textil de panel de puertas similar al RE y asientos idénticos solo que en tela negra con dibujos ubicados en la parte central en líneas blancas)
- Baúl íntegramente tapizado

En Argentina se equipo con el motor C2L 1.6 a carburador desde 1993 en formato Hatchback, a partir de 1995 empieza a producirse también una versión Sedán del mismo. Ambas venían equipadas con el motor C3L 1.6 inyección electrónica monopunto Magneti Marelli. Hasta 1997 se comercializó en versión Hatchback, estas últimas con el mismo motor C3L pero con inyección electrónica monopunto Bosch ( el mismo motor que en 1999 equiparía a las versiones RE nafteras). Desde 1997 y hasta fines de 1999 se produjo una serie denominada "RND" que era en equipamiento similar a los últimos RN 1.6i pero llevaba la identificación de versión en la tapa de baúl con igual tipografía que el RE (ya no en los laterales que incluso carecían de giro como los RE). De esta forma esta edición con motorización diésel es la última RN producida, con muy bajos niveles de ventas.

#### RT y RTI
El mismo se comercializó en Argentina durante mucho tiempo como el máximo de la gama, aunque en ese país (al igual que en muchos) el máximo fue el 16S (pero se comercializó en forma limitada durante menos tiempo que el RT).
Su equipamiento, además del básico más el del RN, era el siguiente:
- Faros antiniebla delanteros en color amarillo (en color blanco últimas versiones producidas).
- Espejos exteriores en color carrocería.
- Espejos exteriores regulables internamente eléctricamente y deshielandos.
- Regulación interna y eléctrica de faros delanteros.
- Volante espumado de dos radios o de tres en las últimas versiones producidas.
- Regulación en altura y apoyo lumbar del asiento del conductor.
- Asientos de pana.
- Regulación en altura del asiento del conductor.
- Precableado para alarma (según versión).
- Radiocassette estéreo Philips y 4 altavoces.
- Mando satelital del radio pasacassette.
- Apoyo-cabeza traseros regulables en altura.
- Cinturones inerciales delanteros y traseros.
- Iluminación de plazas traseras con mandos independientes para luz de lectura, y por aperturas de puertas.
- Tapizado en símil pana (últimas versiones traían tapizado en tono violeta oscuro y combinando pana con tela, sector central de los asientos en tela).
- Tablero con indicador de nivel de aceite de motor (también indicador de presión de aceite en versiones 16S).
- Frenos a disco delanteros ventilados.
- Frenos a disco opcional en la 4 ruedas (delanteros ventilados/traseros sólidos), además de llantas de diseño específico (últimas versiones producidas).
- Respaldo de asiento trasero abatible en forma enteriza.
- Airbag de conductor y frenos ABS (como opcionales).
- Cinturones de seguridad traseros laterales inerciales.
- Deflectores (divididos en 3 partes individuales) frontales bajo el paragolpes.

A partir de 1998 la gama queda limitada en las versiones RE (base y con aire/dirección en opción -siendo la dirección asistida limitada a los diésel-, nafteros a carburador 1.6 C2L y diésel 1.9 F8Q). Ya a comienzos de 1999 y hasta finales del 2000 solo se ofrecería la versión RE (base y con aire/dirección en opción, nafteros 1.6i C3L y diésel 1.9 F8Q).

#### Colección
Es una edición lanzada en 1997 tomando como base la versión RTi (preevio al lanzamiento del Megane I) al mercado argentino por CIADEA S.A., tanto en versiones tricuerpo como bicuerpo. Poseían similar equipamiento y motorización (1.8i) que los RTi, con las siguientes variantes: 
- Tapizado en tono violeta oscuro y combinando pana con tela (sector central de los asientos en tela)
- Respaldo de asiento trasero abatible en forma enteriza
- Volante en tres rayos
- Airbag de conductor y ABS (como opcionales)
- Cinturones de seguridad traseros laterales inerciales
- Faros delanteros antinieblas auxiliares color blanco
- Frenos a disco delanteros (ventilados) y traseros
- Llantas de diseño específico
- Deflectores (divididos en 3 partes individuales) frontales bajo el paragolpes

Esta edición pierde frente a la RT/RTi original los repetidores de giro laterales, el faldón lateral en color carrocería (quedando en plástico negro como los RN) y las insignias laterales que indican la motorización (1.8i) y versión (RT) son de nuevo diseño, no teniendo ningún distintivo específico que permitiera individualizarla como Collection (a excepción de lo detallado anteriormente). 
Se convierte así en los últimos RTi producidos por la marca para el mercado argentino, quedando ya en 1998 limitada la gama a las versiones RE (base y con aire/dirección en opción -siendo la dirección asistida limitada a los diésel-, nafteros a carburador 1.6 C2L y diésel 1.9 F8Q) y algunos remanentes del RNi (que ahora traían similar tapizado al RE, pero con volante de tres rayos y motor 1.6i C3L). Ya a partir de 1999 y hasta finales de 2000 solo se ofrecería la versión RE (base y con aire/dirección en opción, nafteros 1.6i C3L y diésel 1.9 F8Q).

#### Baccara
Su equipamiento, además del básico y el del RT, era el siguiente:

### Opcionales
(Según año, país y versión)
- Dirección asistida (GT-, RL)
- Volante deportivo de cuero (T-E, TurboDX)
- Aire acondicionado (T-E, TurboDX, RE, Rn)
- Radiocassette Philips estéreo y cuatro altavoces (RL, RE: dos altavoces)
- Mando para la radio en el volante (RL, RN)
- Baca porta-equipajes
- Faros antiniebla delanteros (GT-, RL, RN)
- Elevalunas eléctricos delanteros (GT-,RL)
- Cierre centralizado con mando a distancia (GT-)
- Apoyo-cabeza traseros regulables en altura (RL, RN)
- Pintura metalizada
- ABS (T-E, TXi, RN)
- Frenos traseros a disco (RTI)
- Airbag de conductor (versiones de Fase II)
- Alarma (GT-, T-E, TurboDX, RN, RT)
- Asientos de terciopelo (RL)
- Vidrios polarizados (GT-, RL)
- Sistema antirrobo de la rueda de auxilio (sistema con bulón interno en el baúl)
- Techo Solar Manual (GT-, RL, RN)
- Techo Solar Eléctrico (T-E, Turbo DX, TXi, RN, RT, Baccara, algunos modelos especiales, el mismo que traía el R21)
- Ordenador de viaje (TXi, RN, RT)
- Llantas de aleación ligera
- Asientos calefactados
- Espejos eléctricos y térmicos

Tener presente que muchos de estos ítems formaron parte de lo ofrecido como serie según versión y país.

## Ficha técnica

### Motores gasolina

#### 1.4 E7J-700 (701)
- Cilindrada: 1390 cc
- Diámetro de los cilindros: 75,8 mm
- Carrera del pistón: 77 mm
- Número de cilindros: 4, en línea
- Válvulas: 2 por cilindro, en la culata (a la cabeza)
- Potencia: 80 CV a 5750 RPM
- Par motor: 11 kgm a 2750 RPM * Ralentí (marcha lenta) E7J-700 (750+-50 RPM E7J-701 750 RPM
- Relación de compresión: 9:1
- Alimentación: atmosférica Carburador Weber* o inyección Bosch Monopunto : Super 95
- Material del Block: fundición de hierro.
- Refrigeración: circuito cerrado.
- Velocidad máxima: 178 km/h
- Aceleración: de 0 a 100 km/h en 12 s

#### 1.6 LCléon-Fonte(C2L y C3L)
- Cilindrada: 1565 c.c.
- Diámetro de los cilindros: 77 mm
- Carrera del pistón: 84 mm
- Número de cilindros: 4, en Línea
- Válvulas: 2 por cilindro, en al culata (a la cabeza)
- Potencia: 74 CV (54,5 kW) a 5000 RPM (en C2L versión RE con carburador: 78 CV)
- Par motor: 12,3 kgm (118 Nm) a 2750 RPM (en C2L versión RE: 12,5 kgm a 3500 RPM)
- Ralentí (marcha lenta) 800 a 850 RPM
- Relación de compresión: 9:1
- % CO: 3 % Máximo
- PPM HC: 600 Máximo
- Alimentación: carburador Weber 32 DRT (RN hasta 1994 y RE hasta 1998); inyección electrónica Monopunto
- Combustible: nafta especial sin plomo
- Tanque de Combustible (capacidad): 55 L
- Material del Block: fundición de hierro

#### 1.7 L (F2N)
- Cilindrada: 1721 cc
- Número de cilindros: 4 en línea
- Válvulas: 2 por cilindro, en la culata (a la cabeza)
- Potencia: 90,44 CV
- Velocidad máxima: 183 km/h
- Aceleración: de 0 a 100 km/h en 11 s

#### 1.8 L (F3P-684)
- Cilindrada: 1794 cc / 1783 cc
- Diámetro de los cilindros: 82,7 mm
- Carrera del pistón: 83,5 mm / 83 mm
- Número de cilindros: 4 en línea
- Válvulas: 2 por cilindro, en la culata (a la cabeza)
- Potencia: 113CV (81 kW) a 5500 RPM
- Par motor: 16,7 kgm (160 Nm) a 4250 RPM
- Ralentí (marcha lenta) 730 a 830 RPM
- Relación de compresión: 9,8:1
- % CO: 3 % máximo
- PPM HC: 600 máximo
- Alimentación: inyección electrónica Multipunto
- Combustible: nafta especial sin plomo
- Tanque de combustible (capacidad): 55 L
- Material del Block: fundición de hierro
- Velocidad máxima: 194 km/h
- Aceleración: de 0 a 100 km/h en 10.50 s

### Motores diésel

#### 1.9 L D atmosférico (F8Q-706)
- Cilindrada: 1870 cc
- Diámetro de los cilindros: 80 x 93 mm
- Carrera del pistón: 153 mm
- Número de cilindros: 4 en línea
- Válvulas: 2 por cilindro
- Potencia: 65 CV (47 kW) a 4500 RPM
- Cupla: 12,3 kgm (118 Nm) a 2250 RPM (en C2L versión RE: 12,5 kgm)
- Ralentí (marcha lenta) 800 a 850 RPM
- Relación de compresión: 21,5:1
- Cámara de combustión: Ricardo Comet con precámara y bujía de precalentamiento
- Índice Bacharach: 20
- Coeficiente de Absorción: 2,62 m-1
- Alimentación: inyección diésel Bosch | Rotodiesel
- Combustible: gasoil (diésel)
- Tanque de combustible (capacidad): 55 L
- Material del Block: fundición de hierro

### Encendido
Diésel: 1-3-4-2
Motores Nafteros: carburados: del tipo electrónico. Con inyección: electrónico integral (A.E.I.)

### Suspensión
- Delantera:

De tipo Mc Pherson con barra estabilizadora, amortiguadores hidráulicos y muelles helicoidales.
- Trasera:

De Ruedas Independientes, con brazos arrastrados, barras de torsión y amortiguadores hidráulicos.

### Dirección
- Versiones sin dirección asistida: mecánica, a piñón y cremallera
- Versiones con dirección asistida: a piñón y cremallera, asistida

### Transmisión
Delantera, del tipo de árboles estriados con juntas homocinéticas

### Embrague
Monodisco seco, a diafragma. Con un diámetro de 200 mm y el cojinete de empuje es a bolilla, de apoyo constante. El mando del embrague es a pedal, mecánico o automático en algunas versiones TS, GTS, TSE.

### Neumáticos
- Tipo: radial sin cámara, con banda de acero

Medida
- T- y GT-: 165/70 R13"
- T-E: 165/70 R13"
- T-E, Turbo DX, TXi: 175/70 R13"
- RN, RL, RE: 175/70 R13"
- RT: 175/70 R13"
- RTI: 175/65 R14"
- Baccara: 185/65 R14"
- RSi: 185/65 R14"
- 16s: 195/50 R15"